# Fernuniversität Patras
Die Fernuniversität Patras (griechisch Ελληνικό Ανοικτό Πανεπιστήμιο Elliniko Anikto Panepistimio, kurz ΕΑΠ, EAP auch Hellenic Open University oder HOU) ist eine griechische staatliche Universität in Patras. Sie bietet – wie die britische Open University – Präsenz- und Fernunterricht in verschiedenen Fächern und ermöglicht sowohl ein grundständiges, als auch postgraduales Studium.

## Geschichte
Die Fernuniversität wurde 1992 per Gesetz gegründet, die ersten 5000 Studenten wurden allerdings erst 1999 aufgenommen; im gleichen Jahr wurden auch die ersten 15 wissenschaftlichen Mitarbeiter angestellt.
Im Mai 2016 waren rund 16.000 Studenten im grundständigen und 17.000 im postgradualen Studium eingeschrieben, insgesamt wurden 32 Fächer angeboten; die Anzahl der Absolventen belief sich auf rund 28.000.

## Studium und Forschung
Die Fernuniversität ist in vier Institute untergliedert: die School of Humanities, die School of Social Science, die School of Engineering und die School of Applied Arts.
Für die postgradualen Abschlüsse kooperiert die Fernuniversität mit der Wirtschaftsuniversität Breslau.
Die Fernuniversität nimmt am Leonardo-da-Vinci-Programm und am Lifelong Learning-Programm der EU-Kommission teil und ist Mitglied im Erasmus-Programm.